# Димитрије
Димитрије је српско мушко име које потиче од грчког имена Деметриос (грч. Δημήτριος), које значи „онај ко је посвећен богињи Деметри”.
У данашњем облику ово име је у српској култури већином везано за Светог Димитрија, рођеног у Солуну у 3. веку (постоји и панонска теорија о пореклу из Сирмијума), који је био син високог војног старешине римске војске. По предању, Димитрије је,  по заповести цара Максимијана, мученички завршио живот у Солуну око 306. године. 
У српском народу најчешће указује на српско и хришћанско наслеђе. Од овог имена изведена су имена Гмитра, Димитар, Димитриј, Димитрија, Димшо, Дмитар, Дмитра, Мита, Митар, Митко и Митра.